# Вступительные титры

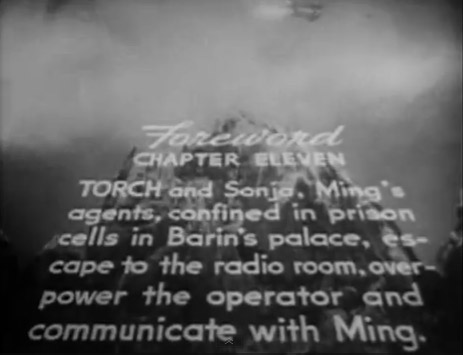
Пример тизер-последовательности из киносериала «Флэш Гордон». Позже подобный приём использовался в «Звёздных войнах».

Вступительные титры (также открывающие, начальные или заглавные титры) — это текстовый ряд отображаемый в кинофильмах, телевизионных передачах или видеоиграх. Вступительные титры показываются в самом начале и перечисляют наиболее важных участников постановки, людей принимавших участие в произведении и работавших над ним, а также ряд дополнительной информации о картине. Обычно вступительные титры, в отличие от заключительных титров, не отображаются на статическом фоне с чёрным цветом, а накладываются поверх специально подготовленного идущего видео ряда (так называемая вступительная заставка) или даже на начало самого повествования картины. Также вступительные титры могут отображать название произведения и кинокомпании, в качестве примеров из популярных фильмов в массовой культуре, могут послужить фильмы из серии «Бондианы» и «Розовая пантера».
Вступительные титры с начала 1980-х годов, если они вообще присутствуют в киноленте, указывают на основных актёров и съёмочную группу, в то время как в заключительных титрах перечислен обширный актёрский состав и съёмочная группа. Однако исторически сложилось так, что вступительные титры были единственным источником титров у съёмочных групп и в основном актёрского состава, хотя со временем появилась тенденция повторять актёрский состав, и даже добавлять нескольких актёров с указанием их ролей (это не всегда было в вступительных заставках). После 1964 года появлялось всё больше короткометражных фильмов в кинотеатрах и в значительной степени способствовало соглашению о титрах, которые с самого начала перечислялись в телевизионных программах, в которых содержалось подавляющее большинство информации об актёрах и съёмочной группе для показа в конце шоу.
В кино и телевидении, заголовку, и вступительным титрам, может предшествовать тизер-последовательность, также известная на английском языке как «cold open» (холодное открытие), это краткая сцена перед основными действиями, которая помогает подготовить почву для эпизода или фильма, может содержать набор флешбэков. Данный художественный приём стал широко распространён в «мыльных операх», ситкомах и прочих телесериалах.

## История

### Период зарождения (1898—1930)

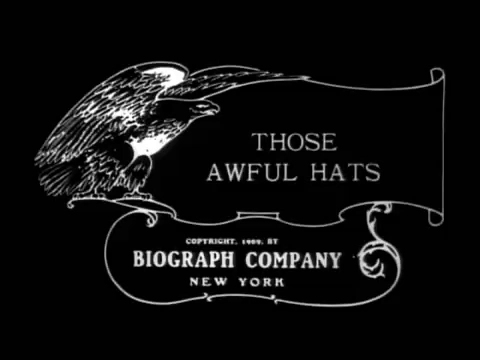
Интертитр короткометражного фильма Д. У. Гриффита
«Эти ужасные шляпы» (1909).

В самых ранних фильмах, таких как короткометражные фильмы братьев Люмьер и Жоржа Мельеса, не использовалось начало, не говоря уже о заключительных титрах, они просто начинались и заканчивались, как сегодняшние неотредактированные домашние фильмы. Первые фильмы с титрами начали появляться примерно в 1900 году, с текстовыми сообщениями в середине сюжета, типичными для немых фильмов, которые содержали реплики актёров или другую информацию относящуюся к повествованию, такую как «в то же время, в другом месте» или «на следующий день».
Достоверно не известно, когда и в каком фильме впервые появились вступительные титры, однако первыми фильмамы содержащими вступительные титры принято считать фильм Санта-Клаус (1898) и фильм «Каково это, когда тебя переехали».
Санта-Клаус 1898 года считается самым первым фильмом о Санта-Клаусе, а также самым первым содержащим вступительный титр с названием самого фильма — «SANTA CLAUS», демонстрирует классическую картину того, как в ночь на Рождество Санта пробирается в дом через дымоход и кладёт спящим детям подарки в развешанные чулки.
«Каково это, когда тебя переехали» комедийный короткометражный фильм 1900 года, демонстрирует стремительно надвигающуюся на зрителя машину, после чего, машина врезается в камеру, фон становится чёрным и покадрово появляется надпись «Oh my, mother will be pleased» (с англ. Ох, мама будет довольна).
Далее титры в фильмах появлялись только в виде интертитров. Первым из таких был «Скрудж, или Призрак Марли» 1901 года, а  фильм «Раздевание на трапеции» вышедший в том же году, стал первым фильмом содержащим авторское право Томаса Эдисона. В дальнейшем, после своего опыта с фонографом, Томас Эдисон предпринял попытку монополизировать рынок киноиндустрии. Он решил, что если не отмечать актёров в титрах, то они не будут в состоянии повысить цену за свою работу, поэтому в его фильмах не отмечали актёров в титрах, а лишь добавляли авторское право с личной подписью Эдисона. Всё это продолжалось вплоть до 1909 года, когда Флоренс Лоуренс стала первой в истории женщиной кинозвездой.
Первым режиссёром, получившим своё имя в вступительных титрах, был Д. У. Гриффит в фильме «Юдифь из Бетулии» (1913). В начале самого известного фильма Гриффита «Рождение нации» его имя встречается в общей сложности полдюжины раз в различных текстовых отрывках.

### Период технического прогресса (1930—2000)
Вплоть до 1970-х годов в заключительных титрах фильмов обычно перечислялась только реприза актеров с указанием их ролей или даже просто говорилось «Конец», предлагая, что вступительные титры содержали остальные подробности. К примеру, очередность титров фильма 1968 года «Оливер!» длится около трёх с половиной минут, и хотя в нём не указан полный актёрский состав, в начале фильма перечислены почти все его промышленные титры и все они на фоне гравюр, кажущихся, но на самом деле не являющихся подлинной типичной лондонской жизнью 19-го века. Единственная титровая запись в конце фильма — это список большинства актёров, включая актеров, не перечисленных в начале. Титры в фильме сопоставлены с воспроизведением некоторых частей песни «Consider Yourself» (1960).
Некоторые вступительные титры представлены поверх вступительных эпизодов фильма, а не в отдельной последовательности титров. Вступительные титры фильма 1993 года «Беглец» продолжались с перерывами в течение нескольких начальных сцен и не заканчивались до пятнадцати минут фильма. Вступительные титры фильма 1968 года «Однажды на Диком Западе» длились четырнадцать минут.
Первым звуковым фильмом, начавшимся без вступительных титров, была «Фантазия» Уолта Диснея, выпущенная в 1940 году. В общем выпуске фильма содержалась титульная заставка и титр «Цвет по техниколору», они были вставлены в начало фильма, но в остальном титров не было, хотя заключительные титры были добавлены в переиздание 1990 года находившегося на видеокассете. Эта версия выпуска мультфильма стала наиболее просматриваемой у аудитории. В «роуд-шоу» версии фильма, невидимой большинству зрителей до его выпуска на DVD, титульная заставка видна только в середине фильма, как сигнал о том, что антракт вот-вот начнётся. Перерыв был опущен в итоговой версии мультфильма.
Фильм «Гражданин Кейн» Орсона Уэллса начинается только с титров. Эта практика была крайне редкой в ту эпоху.
«Вестсайдская история» (1961) начинается с наброска чернилами горизонта Нью-Йорка, каким он был во время съёмок фильма. Когда фон кадра несколько раз меняет свой цвет, то слышна увертюра в стиле попурри (не в оригинальном шоу) некоторых песен фильма. Когда увертюра заканчивается, камера отъезжает назад, и становится видимым название фильма. Остальные титры показаны в виде граффити в конце.
Большинство фильмов Диснея, выпущенных в период с 1937 по 1981 год, содержали всю информацию, связанную с фильмом, в вступительных титрах, в то время как заключительные состояли только из титра «Конец: Постановка Уолта Диснея». Однако «Мэри Поппинс» была первым фильмом Диснея, в котором были более длинные заключительные титры, в которых были перечислены все основные актеры (и персонажи, которых они играли).
Фильм Франсуа Трюффо 1966 года «451 градус по Фаренгейту» использует устные вступительные титры вместо письменных, в соответствии с историей фильма о мире без литературы, также как в «Презрении» Жан-Люка Годара 1963 года.

### В кинематографе СССР

Кадр с заставкой Мосфильм из фильма «Мичурин» (1947).

Большинство советских фильмов представляли всю информацию, связанную с фильмом, в вступительных титрах, а не в конце, где был лишь один титр «КОНЕЦ», либо чаще «КОНЕЦ ФИЛЬМА». Типичная советская последовательность вступительных титров начинается с логотипа кинокомпании (например, «Мосфильм» или «Ленфильм»), название фильма, за которым следует сценарист (Советский Союз считал сценариста главным «автором» своих фильмов), за которым следует режиссёр, обычно на отдельных кинозаставках показывающих другие титры, после идёт перечисление прочих участников киноленты, затем и, наконец, директор картины. Вслед за этим показывется актёрский состав, обычно в формате «актёр и роль» в первую очередь для всех главных персонажей и затем на экране следуют только имена, в алфавитном порядке, некоторых дополнительных персонажей и актёров. На экране финального титра указывалась киностудия, соответствующая логотипу в начале, и год выпуска фильма. Также мог содержаться кадр с технической информацией о производителе кинематографической плёнки (например, Свема).

### В кинематографе США

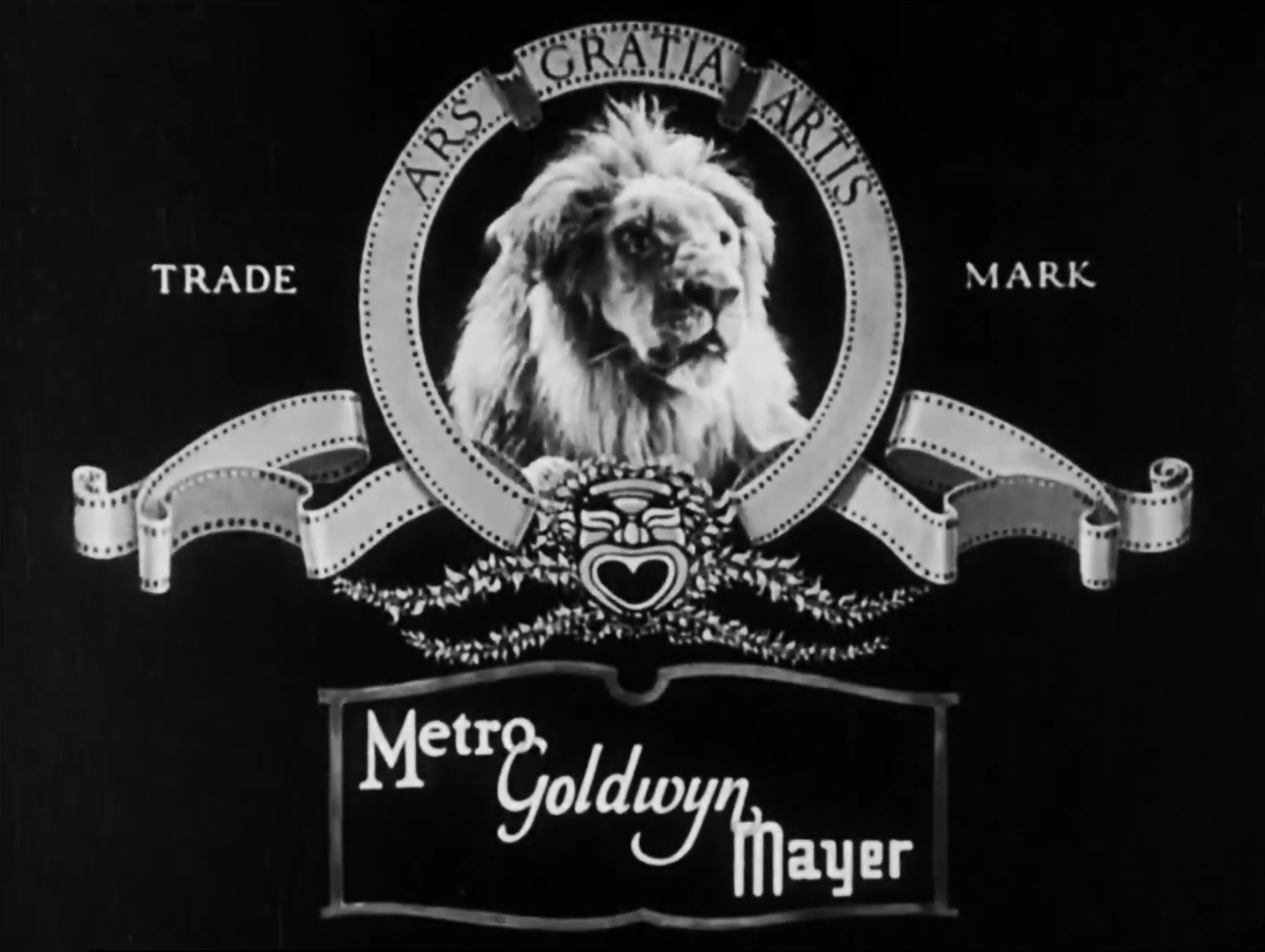
Кадр с заставкой студии «Metro-Goldwyn-Mayer». Этот логотип со львом по имени Слэтс использовался с 1924 по 1928 год.

В большинстве американских фильмов с 1930-х по конец 1980-х годов, также имели тенденцию указывать имена актёров перед именами режиссёров, сценаристов и других основных членов съёмочной группы. Исключения были сделаны в фильмах режиссёра Фрэнка Капры, чьё имя обычно указывалось перед названием фильма. Имя режиссёра Виктора Флеминга также было объявлено раньше имён актеров в таких фильмах, как «Волшебник страны Оз», «Доктор Джекилл и мистер Хайд» и «Жанна д'Арк». Капра, Флеминг и Джеймс Уэйл были одними из немногих режиссёров, получивших титр «Постановка [имя режиссёра]» («A [director's name] Production»), даже несмотря на то, что они не производили свои фильмы.

### Период 2000-х годов
Многие крупные американские кинофильмы отказались от вступительных титров, в таких как «Ван Хельсинг» (2004) и «Бэтмен: Начало» (2005), даже не отображается название фильма, до тех пор пока не начнутся заключительные титры.

## «Credit only»
Credit only — английский термин, используемый при названии вступительных титров сериалов и кино, где перечисляются имена актёров. Что касается телесериалов, то в настоящее время общепринятой практикой является зачисление постоянных актёров в каждый эпизод сезона, даже если они не появлялись в каждом из них. Одним из примеров является американский телесериал «Части тела», в котором появление всех зачисленных персонажей встречается редко. Ещё один телесериал, в котором в каждом эпизоде отмечались все постоянные участники сезона (независимо от того, появлялись они или нет), был «Остаться в живых», особенно начиная со второго сезона, в котором полный зачисленный актёрский состав появился только в двух эпизодах из 23. Во время четвёртого сезона «Остаться в живых» Гарольду Перрино приписали все тринадцать эпизодов, несмотря на то, что он появился только в пяти из них (меньше, чем у некоторых приглашённых звёзд, таких как Джефф Фейхи).
Сериал «Зачарованные» также начался с зачисления всех постоянных актёров, даже если они не появлялись в эпизоде. Эпизод второго сезона «Уроки морали» — единственный эпизод, в котором были зачислены только три ведущие актрисы, а позже актёры мужского пола были зачислены только в тех эпизодах, в которых они появились. Если обычный актёр не был показан в этом конкретном эпизоде, вступительные титры были отредактированы с их опущенными изображениями, а актеры не были зачислены.
В телесериале «Полицейский отряд!», в соответствии с его пародийным характером, фигурировал персонаж, который появлялся только в титрах («…и Рекс Гамильтон в роли Авраама Линкольна»).

## В «мыльных операх»
Традиционно актёры в ежедневных мыльных операх не зачисляются в вступительных эпизодах, это произошло из-за эскапистского тона жанра мыльной оперы, и поэтому продюсеры мыльных опер не хотели, чтобы актёры зачислялись в вступительную часть, дабы сохранить её нетронутой. Недостатком этого стало то, что фанаты часто идентифицируют актёров как «персонажей своей мыльной оперы», а не как самих себя, в отличие от актёров других телевизионных программ, которых во многих случаях можно было идентифицировать по их собственному имени.
Британские мыльные оперы никогда не упоминали актёров или членов съёмочной группы в своих вступительных титрах и не показывали видео ряд с актёрами или их изображения. Однако в последние годы всё же стали перечисляться сценаристы, продюсеры и режиссёры поверх первой сцены эпизода, а также название эпизода, если оно уместно. В вступительных титрах «Холлиокс» демонстрировались постоянные персонажи в коротких (менее одной секунды) сценах, предназначенных для того, чтобы запечатлеть их образ.